# Waka Tsukiyama
Waka Tsukiyama (en japonés: 月山 和香, Tsukiyama Waka) (Nueva York, 26 de enero de 1992) es una luchadora profesional estadounidnese-japonesa que ha trabajado con la promoción World Wonder Ring Stardom.

## Carrera profesional

### Circuito independiente (2020–presente)
Debido a su condición de artista autónoma o independiente, Tsukiyama es conocida por competir en múltiples promociones de la escena independiente japonesa. Compitió en la edición 2021 del torneo Catch the Wave de Pro Wrestling, donde luchó en el bloque B, consiguiendo un total de tres puntos tras enfrentarse a Chie Ozora, Sumika Yanagawa y Yappy. En Gatoh Move ChocoPro #114, un evento promovido por Gatoh Move Pro Wrestling el 5 de mayo de 2021, Tsukiyama compitió sin éxito contra Emi Sakura. En un house show promovido por Pure-J el 4 de julio de 2021, cayó ante Crea.

### Actwres girl'Z (2020-2021)
Tsukiyama hizo su debut en la lucha profesional en AWG Color's, un evento promovido por Actwres girl'Z el 6 de septiembre de 2020, donde hizo equipo con Ayumi Hayashi en un esfuerzo perdedor contra Saki y Sakuran Bonita.

### World Wonder Ring Stardom (2021–presente)
Tsukiyama hizo su debut en el World Wonder Ring Stardom en la décima noche del Stardom 5 Star Grand Prix 2021 el 6 de septiembre, donde desafió sin éxito a Unagi Sayaka por el Future of Stardom Championship. También se anunció que se sometería a un "desafío" de novatos contra diez oponentes diferentes, cayendo en todos los combates. El 28 de septiembre, Stardom celebró la conferencia de prensa para el evento Stardom 10th Anniversary Grand Final Osaka Dream Cinderella, que transmitieron en vivo en su canal de YouTube. Mientras que la celebración de su discurso para su partido de emparejamiento con Lady C contra Oedo Tai (Saki Kashima y Rina), Waka Tsukiyama llamó a Tam Nakano y pidió a ella y los otros miembros de los Cosmic Angels a unirse a su unidad, cosa que terminó aceptando.
En el pay-per-view del 9 de octubre, Tsukiyama se asoció con Lady C en un esfuerzo de perder contra Saki Kashima y Rina. Debido a que Unagi Sayaka y Mina Shirakawa empezaron a sentirse infravaloradas por el líder Tam Nakano y a que Sakurai y Tsukiyama dudaron de las recién llegadas, las tensiones aumentaron en la unidad de los Cosmic Angels en noviembre de 2021, aspecto que provocó enfrentamientos internos entre las compañeras de establo. En Kawasaki Super Wars, el primer evento de la trilogía Stardom Super Wars del 3 de noviembre de 2021, Tsukiyama desafió sin éxito a su compañera de stable Mai Sakurai en el que si ésta hubiera perdido, habría abandonado la unidad Cosmic Angels. En las Super Wars de Tokio del 27 de noviembre de 2021, Tsukiyama desafió sin éxito a Ruaka y Mai Sakurai en un combate a tres bandas por el Future of Stardom Championship.
En las Super Wars de Osaka del 18 de diciembre de 2021, formó equipo con Mai Sakurai y Lady C para desafiar sin éxito a Syuri en un combate de desventaja de 3 contra 1. Tsukiyama compitió en la edición de 2021 de la Goddesses of Stardom Tag League en la que formó equipo con Lady C como "C Moon", luchando en el Blue Goddess Block y sin conseguir puntos tras enfrentarse a MOMOAZ (AZM y Momo Watanabe), Blue MaRine (Mayu Iwatani y Rin Kadokura), Kurotora Kaidou (Starlight Kid y Ruaka), Ponytail y Samurái Road (Syuri y Maika), y sus compañeras de establo Tam Nakano y Mina Shirakawa, que fueron bajo la subunidad de "Dream H". En el Stardom Dream Queendom del 29 de diciembre de 2021, Tsukiyama compitió en un combate a cinco bandas que ganó Fukigen Death y en el que también participaron Lady C, Saki Kashima y Rina.
En el Stardom Nagoya Supreme Fight del 29 de enero de 2022, está previsto que haga equipo con Mai Sakurai y Momo Kohgo para enfrentarse a Oedo Tai (Fukigen Death, Starlight Kid y Saki Kashima).